# Chorthippus yajiangensis
Chorthippus yajiangensis är en insektsart som beskrevs av Zheng, Z. och F-m. Shi 2007. Chorthippus yajiangensis ingår i släktet Chorthippus och familjen gräshoppor. Inga underarter finns listade i Catalogue of Life.